# Marcin Patrzałek
Marcin Patrzałek (ur. 6 października 2000 w Kielcach) – polski gitarzysta, kompozytor i producent perkusyjny fingerstyle.
Zwycięzca dziewiątej edycji programu Must Be the Music. Tylko muzyka (2015), piątej edycji programu Tu si que vales (2018) i półfinalista 14. edycji programu America’s Got Talent (2019).

## Kariera
Grę na gitarze klasycznej rozpoczął w wieku 10 lat, pod kierunkiem kieleckiego nauczyciela Jerzego Pikora. Dwa lata później rozpoczął naukę technik flamenco pod kierunkiem hiszpańskiego gitarzysty Carlosa Pinany. W 2015 zwyciężył w dziewiątej edycji programu Must Be the Music. Tylko muzyka, a w 2016 wydał debiutancki album pt. Hush.
W tym samym roku został finalistą Międzynarodowego Konkursu Mistrzów Gitary Fingerstyle, a w kolejnym zdobył pierwszą nagrodę na Międzynarodowym Konkursie Gitary Klasycznej im. Joaquína Rodriga. W 2018 zwyciężył w piątej edycji włoskiego programu Tu Si Que Vales. 12 listopada 2018 wydał epkę pt. revAMP, zawierającą jego najpopularniejsze aranżacje. Wcześniej wydał autorski singiel „Baba Yaga”. W 2019 roku zgłosił się do 14. edycji programu America’s Got Talent, w którym dotarł do półfinału. W 2020 roku podpisał kontrakt z wytwórnią muzyczną Sony Music.

## Życie prywatne
Syn Piotra i Lidii Patrzałków. Absolwent Liceum Ogólnokształcącego im. św. Jadwigi Królowej w Kielcach. 

## Dyskografia

### Albumy
| Rok  | Dane dot. albumu                                                     |
| ---- | -------------------------------------------------------------------- |
| 2016 | Hush - Wydany: 7 października 2016 - Wytwórnia: My Music             |
| 2018 | revAMP (EP) - Wydany: 12 listopada 2018 - Wytwórnia: My Music        |
| 2024 | Dragon in Harmony - Wydany: 13 września 2024 - Wytwórnia: Sony Music |